# باجني دي لوكا
باجني دي لوكا، (بالإنجليزية: Bagni di Lucca)‏، هي (بلدية) في توسكانا، إيطاليا، في مقاطعة لوكا، ويبلغ عدد سكانها حوالي 6100.

## السكان
تطور النمو السكاني لـ باجني دي لوكا

## توأمة
لباجني دي لوكا اتفاقيات توأمة مع:
- لونجارون

## أعلام
- فرنسيس ماريون كروفورد
- روز كليفلاند
- ويدا
- إنريكو توري